# 아열대 고압대
아열대 고압대(亞熱帶高壓帶)는 열대와 온대의 중간 지역(위도 30° 부근)에서 적도 저압대에서 상승한 기류가 이동하던 중 상층에서 식어 하강 기류가 발생해 생성된 고압대이다. 때문에 중심이 고기압이며, 해상에서 발생하지만 하강 기류이므로 습도가 낮다. 지중해성 기후 지역의 여름은 이 아열대 고압대의 영향으로 고온 건조하다. (보기: 지중해성 기후, 고지 지중해성 기후 등)
편서풍대와 무역풍대 사이에 있는 무풍대로 공기가 위에서 지표면 쪽으로 천천히 내려오기 때문에 바람이 약하고 날씨가 좋다. 그래서 고기압을 띤다. 중심은 북위와 남위 약 30°부근의 대양에 있다가 북반구가 여름일 때에는 더 북쪽으로, 남반구가 여름일 때에는 더 남쪽으로 옮겨간다. 북반구의 무풍대는 북회귀선 부근에, 남반구의 무풍대는 남회귀선 부근에 있다.

## 같이 보기
- 중위도 고압대